# BBÖ 2020
Die BBÖ 2020.01 war eine von einem Verbrennungsmotor angetriebene Lokomotive der BBÖ.

## Geschichte
Die BBÖ hatten schon einige benzingetriebene Triebwagen im Einsatz. Da aber die Brandgefahr beim Abstellen dieser Fahrzeuge mit Dampflokomotiven im selben Lokschuppen erheblich war, bestellte die BBÖ im Sommer 1926 zwei dieselkraftstoffbetriebene Streckenlokomotiven, eine für 760 mm-Schmalspur (BBÖ 2070/s) und eine für Normalspur. Die 2020.01 wurde im Oktober 1927 von der Grazer Waggon- und Maschinenfabriks AG geliefert, die auch den Motor herstellte. Die elektrische Kraftübertragung stammte von der AEG in Wien. Die Lok wurde auf der Gailtalbahn Arnoldstein–Kötschach-Mauthen und auf anderen Nebenbahnen eingesetzt, war jedoch nur wenig erfolgreich. Wegen des harten Laufs des ursprünglich als Schiffsmaschine konstruierten Motors und der schwierigen Wartung wurde das Fahrzeug schon 1935 abgestellt und als Ersatzteilspender für die technisch gleiche 2070/s verwendet. Generator und Elektromotor fanden 1937 als Transmissionsantrieb in der Dreherei der Hauptwerkstätte St. Pölten Verwendung. Die Deutsche Reichsbahn bezeichnete die Lokomotive 1938 als V 20.001, musterte das motorlose Fahrzeug aber bereits 1939 aus.
Die ÖBB verwendeten die Bezeichnung 2020 später nochmals – für die 1960 vollständig neu entwickelte ÖBB 2020.

## Technik
Die Lok war mit einem Sechszylinder-Hesselman-Motor Typ HSS 34/6 der Grazer Waggonfabrik ausgestattet, der 200 PS (147 kW) bei 400/min leistete. Die Motordrehzahl wurde unabhängig von der Last konstant geregelt. Jeder Zylinder war mit einer eigenen Einspritzpumpe versehen, der Gesamthubraum betrug 81 Liter. Der Motor wurde elektrisch über den mit Batteriestrom laufenden Generator gestartet, als Reserve gab es auch einen Druckluft-Starter. Der elektrische Generator vom Typ 2xNLH 65 war als Doppelmaschine ausgebildet, d. h. zwei auf einer gemeinsamen Welle sitzende und in Serie geschaltete, achtpolige Generatoren lieferten maximal 600 V Spannung. Die Steuerung erfolgte über je einen 14-stufigen Fahrschalter, der über Regulierwiderstände auf das Generatorfeld wirkte und zusätzlich eine Serien- und Parallelschaltung der beiden Fahrmotore (mit Feldschwächung auf den oberen beiden Fahrstufen) bewirkte. Die beiden Tatzlager-Fahrmotore Typ US 701a hatten eine Stundenleistung von 76,5 kW bei 600 V Spannung und 700/min, die Übersetzung betrug 1:5,2. Die Maschine war mit einer Totmanneinrichtung für Einmannbedienung ausgestattet, gebremst wurden die beiden angetriebenen Achsen mittels der automatischen Hardy-Saugluftbremse.